# Fritz von Harck

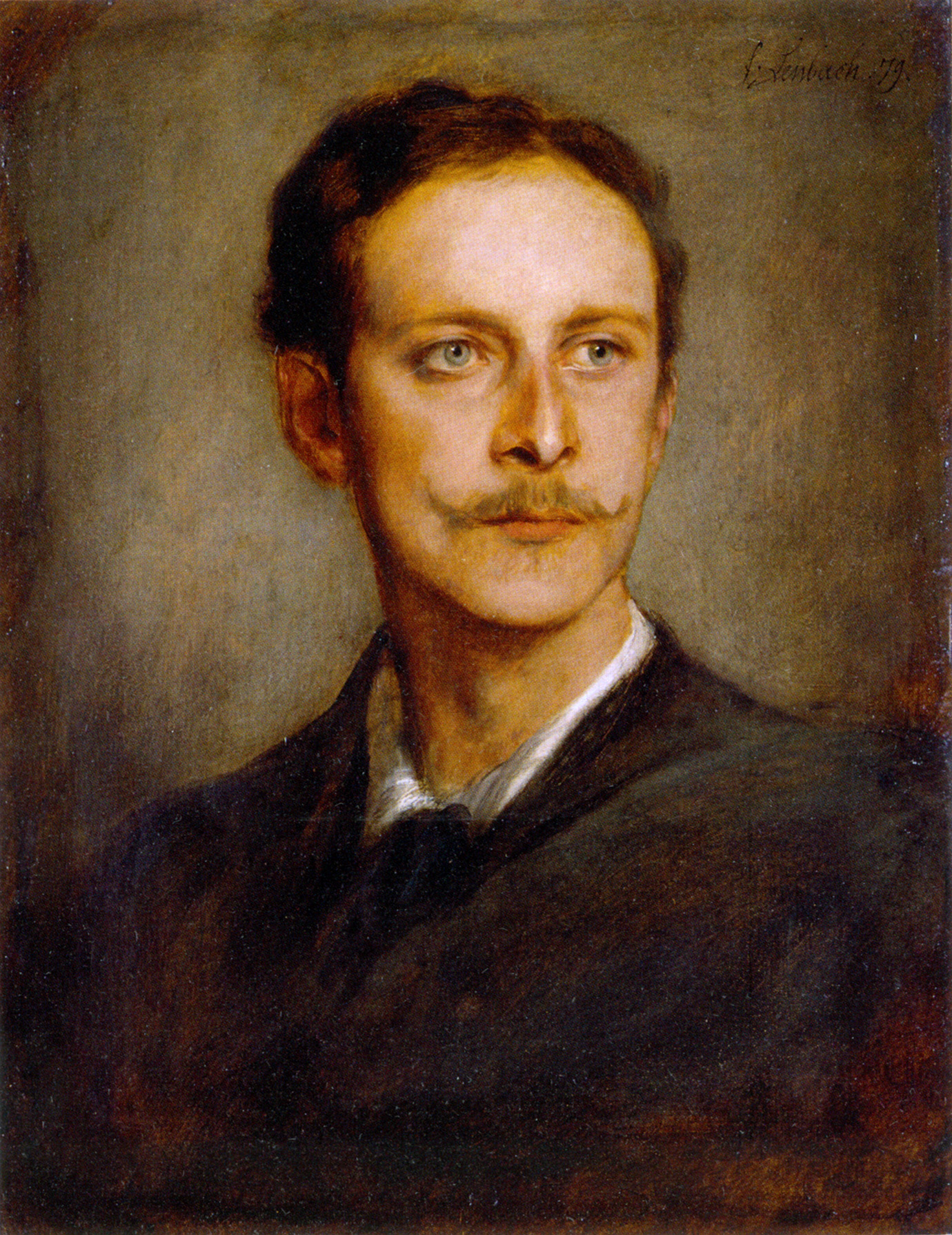
Fritz von Harck auf einem Gemälde von Franz von Lenbach (1879)

Fritz von Harck, eigentlich Ludwig Friedrich von Harck, (* 29. April 1855 in Leipzig; † 26. März 1917 ebenda) war ein deutscher Kunsthistoriker, Kunstsammler und Mäzen.

## Leben
Fritz von Harck war der Sohn des Leipziger Kaufmanns, Stadtrats und Kunstsammlers Julius Harck (1827–1908) und dessen Ehefrau Maria Pauline, geborene von Hoffmann (1830–1908). Nach Abschluss seiner Schulausbildung begann er eine Lehre bei einem Hamburger Überseehändler, bevor er 1875 eine Anstellung im Berliner Bankhaus Frege & Co. fand. 1877 gab er diese Tätigkeit aufgrund seiner persönlichen Neigungen zugunsten eines Volontariates beim Berliner Kupferstichkabinett auf.
Dieser Beschäftigung schloss er ein kunstgeschichtliches Studium in Wien und München an. Bei Johann Rudolf Rahn und Anton Salomon Vögelin (1804–1880) in Zürich promovierte er zum Dr. phil. 1887 heiratete er Helene Schnitzler, die jüngste Tochter des Kölner Bankiers Eduard Schnitzler aus der Kölner Bankiersfamilie Schnitzler. Fritz von Harck unternahm eine Weltreise und besuchte regelmäßig Italien.
Von 1880 an war er Mitbesitzer des schon seinen Eltern gehörenden Barockschlosses Seußlitz. Ab 1908 ließ er sich im Haus seiner Eltern in der Karl-Tauchnitz-Straße 6 in Leipzig nieder.
Seine Urne wurde im Harckschen Erbbegräbnis in der IV. Abteilung des Neuen Johannisfriedhofs beigesetzt.

## Kunstsammler
Fritz von Harck begann ab etwa 1880 damit, sich eine eigene Kunstsammlung aufzubauen. Seine Vorliebe galt der deutschen und italienischen Renaissance, der dekorativen Kunst des 18. Jahrhunderts und der asiatischer Kunst. Zu den bedeutendsten Gemälden in seinem Besitz gehörten Werke von Amadeo da Pistoia (Maria mit dem Kinde), Fra Angelico (Johannes d. T.), Amico Aspertini (Der hl. Sebastian), Hans Baldung (Die sieben Lebensalter des Weibes), Leandro Bassano (Lautenspieler), Lodovico Carracci (Der hl. Sebastian), Cima da Conegliano (Madonnenkopf), Dosso Dossi (Die Auferstehung Christi), Francesco Guardi (Venezianische Vedute), Liberale da Verona (Maria, das Kind anbetend) und Giovanni Battista Tiepolo (Der hl. Rochus). Er war eng mit dem Kunsthistoriker Wilhelm von Bode befreundet, den er mehrmals nach Italien begleitete. Harck war maßgeblich an der Gründung des Leipziger Kunstgewerbemuseum beteiligt. Er war auch bei der Gesellschaft Harmonie (Leipzig) tätig.
Fritz von Harck war Gründungsmitglied des Kaiser Friedrich-Museums-Vereins und der Königlichen Gesellschaft in Berlin sowie in Leipzig der Gesellschaft Harmonie und der „Gesellschaft der Freunde des Kunstgewerbemuseums zu Leipzig“.
Seine umfangreiche Kunstsammlung hinterließ er dem Museum der bildenden Künste und dem Kunstgewerbemuseum in Leipzig.

## Ehrungen
Nach Fritz von Harck wurde 1917 in Leipzig eine Grünanlage in der Nordost-Ecke des Musikviertels benannt, die zum Ende des 19. Jahrhunderts nach dem Abbruch der Nonnenmühle und dem Bau der Karl-Tauchnitz-Brücke entstanden war und 1999/2000 im Zusammenhang mit der Wiederfreilegung des Pleißemühlgrabens grundlegend umgestaltet wurde.